# Косенко, Пётр Тимофеевич
Пётр Тимофеевич Косенко (23 февраля 1924 — 20 апреля 1999) — помощник командира взвода пешей разведки 344-го стрелкового полка 138-й стрелковой Карпатской дивизии, старший сержант - к моменту представления к награждению орденом Славы 1-й степени, участник Великой Отечественной войны, кавалер ордена Славы трёх степеней.

## Биография

### Начальная биография
Родился 23 февраля 1924 года в селе Сара Орского уезда Оренбургской губернии (ныне Кувандыкский район Оренбургской области России). Из семьи крестьянина. Украинец.
В 1930 году семья переехала в город Ура-Тюбе Ура-Тюбинского округа Таджикской ССР, ныне город Истаравшан Согдийской области Республики Таджикистан.
С 1931 года учился в Ура-Тюбинской средней школе имени Третьего Интернационала. В 1936 году семья переехала в город Чирчик Узбекской ССР (ныне в Ташкентской области Республики Узбекистан). Окончил 10 классов Чирчикской средней школы имени К. Е. Ворошилова в 1941 году.

### В Великую Отечественную войну
Вскоре после начала Великой Отечественной войны, в октябре 1941 года, призван в Красную армию и зачислен курсантом в Каспийское высшее военно-морское училище (Баку). В июне 1942 года был отчислен по состоянию здоровья и направлен на учёбу в 1-е Харьковское танковое училище имени И. В. Сталина (действовало в эвакуации в Чирчике). Однако и его окончить не удалось.
Участник Великой Отечественной войны с августа 1943  года. Был зачислен в взвод пешей разведки 344-го стрелкового полка 138-й стрелковой дивизии, в рядах которой прошёл весь свой боевой путь. Как бывшему курсанту ему было присвоено звание сержанта и он был назначен командиром отделения.
Впервые отличился в конце осени 1943 года на плацдарме за Днепром, когда под артиллерийским и миномётным обстрелом выполнил приказ по разведке обороны противника и выявил несколько огневых точек. Первой наградой стала медаль «За отвагу».
Командир отделения пешей разведки 344-го стрелкового полка (138-я стрелковая дивизия, 18-я армия, 1-й Украинский фронт) сержант Косенко Пётр Тимофеевич отличился 30 мая 1944 года. В период подготовки советских войск к наступлению его отделению была поставлена задача на захват контрольного пленного. В районе села Выженка (ныне Виженка Кицманского района) Черновицкой области группа скрытно пробралась в тыл противника, установила местонахождение войск противника и бесшумно захватила в плен венгерского солдата. Однако при возвращении к своим на разведчиков напала банда бандеровцев. Прикрывая отход своих подчинённых с пленным в расположение советских войск, сержант Косенко с ручным пулемётом вступил в бой и уничтожил 5 бандеровцев. Остальные, получив отпор, отошли, а сам Косенко благополучно перешёл линию фронта.
За образцовое выполнение боевых заданий Командования на фронте борьбы с немецкими захватчиками и проявленные при этом доблесть и мужество приказом частям 138-й стрелковой дивизии № 027-н от 15 июня 1944 года сержант Косенко Пётр Тимофеевич награждён орденом Славы 3-й степени.
Cержант Косенко 11 июня 1944 года во главе разведгруппы успешно выполнил боевое задание и захватил в плен немецкого офицера. Однако при доставке пленного к своим разведгруппа столкнулась с противником. В схватке сержант Косенко огнём из автомата уничтожил до 10 немецких солдат. Пленный был доставлен в расположение наших войск. В новом разведвыходе 10 июля 1944 года разведчики выследили и захватили в плен связного командира немецкого батальона с бывшими при нём документами, содержавшими ценные сведения о немецкой обороне.
За образцовое выполнение боевых заданий Командования на фронте борьбы с немецкими захватчиками и проявленные при этом доблесть и мужество приказом войскам 18-я армии № 0155/н от 12 июля 1944 года сержант Косенко Пётр Тимофеевич награждён орденом Славы 2-й степени.
Член ВКПб/КПСС с 1944 года.
Старший сержант Косенко Пётр Тимофеевич отличился в бою 18 сентября 1944 года в районе села Ворохта Станиславской области Украинской ССР. Когда превосходящие силы венгерских войск атаковали советский батальон, разведчики получили приказ удержать мост через реку Прут в тылу оборонявшихся войск. Когда противнику удалось прорваться к мосту, в бою лично уничтожил 4 солдат противника, захватил ручной пулемёт и открыл из него огонь по врагу. Атака была отбита. Более того, двое вражеских солдат были захвачены в плен. Через несколько дней скрытно вывел стрелковый батальон во вражеский тыл. В результате был полностью уничтожен вражеский гарнизон в селе Арджелюжа Станиславской области, село было освобождено.
Указом Президиума Верховного Совета СССР от 24 марта 1945 года старший сержант Косенко Пётр Тимофеевич награждён орденом Славы 1-й степени.
До сентября 1944 года пули и осколки миновали отважного разведчика. Но в последующих боях за освобождение Чехословакии и Польши он одно за другим получил сразу три ранения. Самым тяжёлым оказалось последнее, в бою 13 марта 1945 года. Лечился в госпитале в городе Кривой Рог Днепропетровской области Украинской ССР.

### После войны
Из госпиталя выписался уже после Победы, в июле 1945 года.
Продолжал службу в частях Харьковского военного округа. Участвовал в разминировании объектов Днепропетровска. В январе 1946 года демобилизован.
Жил в городе Краснодаре. Окончил техникум механизации сельского хозяйства в 1948 году. С 1948 года работал начальником цеха авторемонтного завода в Краснодаре.
В 1952 году направлен на службу в управление Министерства государственной безопасности СССР (с 1954 - Комитета государственной безопасности при Совете министров СССР) по Краснодарскому краю. Служил в Краснодаре и Новороссийске. С 1978 года майор П. Т. Косенко - в запасе.
Жил в городе Новороссийске. С 1974 года был членом Президиума Новороссийского городского комитета Советского комитета ветеранов войны, с 1982 года - председателем Президиума. С 1990 года - председатель Новороссийского городского совета ветеранов войны, труда, вооружённых Сил и правоохранительных органов.
Награждён орденом Ленина, Отечественной войны 1 степени и медалями. Участник Парадов на Красной площади в Москве 9.5.1985 и 9.5.1995 в ознаменование 40-летия и 50-летия Победы в Великой Отечественной войне.
Скончался 20 апреля 1999 года. Похоронен в Новороссийск.

## Награды
- Орден Ленина[3]
- орден Отечественной войны I степени (11.03.1985)[4]
- орден Славы I степени(24.03.1945)[5]
- орден Славы II степени(12.07.1944)[4]
- орден Славы III степени (15.06.1944)[6]
  - медали, в том числе:
  - За отвагу (20.12.1943)[7]
  - За боевые заслуги (1951)[2]
  - «За победу над Германией в Великой Отечественной войне 1941—1945 гг.» (1945)[8]

## Память
- На могиле Героя установлен надгробный памятник.
- Его имя увековечено в Главном Храме Вооружённых сил России, и навсегда запечатлено на мемориале «Дорога памяти».